# PyUnit
PyUnit est un framework de test unitaire (XUnit) pour le langage de programmation Python, à l'image de ce que JUnit est pour le Java. Écrit par Steve Purcell, il fait partie de la bibliothèque standard de Python depuis la version 2.1 (23 mars 2001) sous le nom d'unittest.